# Sumire Kikuchi
Pour les articles homonymes, voir Kikuchi (homonymie).
Sumire Kikuchi (菊池 純礼, Kikuchi Sumire), née le 15 janvier 1996, est une patineuse de vitesse sur piste courte japonaise. Elle fait partie de l'équipe olympique japonaise pour les jeux olympiques d'hiver de 2018. Elle participe à l'épreuve du 1 500 m et termine en 11e position.